# Martha Carrillo
Martha Carrillo es una periodista, conductora de espectáculos y escritora tanto de telenovelas para la televisión mexicana como autora de libros. Ha realizado su carrera en la televisión mexicana para Televisa.
Entre sus adaptaciones se encuentran: Tres mujeres en 1999, Bajo la misma piel en 2003, En nombre del amor en 2008, Cuando me enamoro en 2010, Amor bravío en 2012, Quiero amarte en 2013 y A que no me dejas en 2015.

## Trayectoria

### Historias originales

#### Telenovelas
- Fuego ardiente (2021) con Cristina García
- Quiero amarte (2013/14) con Cristina García - Basada en Imperio de cristal historia original de Jaime García Estrada y Orlando Merino en fusión con otra historia original
- Amor bravío (2012) con Cristina García - Basada en De pura sangre historia original de María Zarattini[3] en fusión con una historia original llamada En los cuernos del amor creada por Martha Carrillo, Cristina García y Denisse Pfeiffer.[4]
- Bajo la misma piel (2003) con Cristina García
- Atrévete a olvidarme (2001) con Roberto Hernández Vázquez y Martha Oláiz
- Tres mujeres (1999/2000) con Cristina García

#### Series
- Mujeres de Negro (2016) con Cristina García; basada en la serie finlandesa Black Widows
- Cásate conmigo, mi amor (2013) con Carmen Armendáriz[5]
- S.O.S.: Sexo y otros secretos (2007/08) con Cristina García y Benjamín Cann
- Cero en Conducta (1999) como invitada junto con Andrea Legarreta

### Adaptaciones
- Mi secreto (2022/23) con Cristina García; basada en Ha llegado una intrusa, historia original de Marissa Garrido
- Y mañana será otro día (2018) con Cristina García, co-adaptación con Edwin Valencia; basada en Cuenta conmigo, historia original de José Ignacio Valenzuela
- A que no me dejas (2015/16) con Cristina García, co-adaptación con Denisse Pfeiffer; basada en Amor en silencio, historia original de Eric Vonn y Liliana Abud[6]
- Cuando me enamoro (2010/11) con Cristina García, segunda parte en coadaptación con Denisse Pfeiffer; basada La mentira (telenovela de 1965), historia original de Caridad Bravo Adams[7]
- En nombre del amor (2008/09) con Cristina García; basada en Cadenas de amargura, historia original de José Cuauhtémoc Blanco y María del Carmen Peña
- Mi destino eres tú (2000) con Cristina García, historia original de Carmen Daniels y Jorge Lozano Soriano

### Ediciones literarias
- Morir dos veces (1996) - Escrita por Ximena Suárez y Alfonso Espinosa
- La paloma (1995) - Escrita por Ximena Suárez y Alfonso Espinosa
- Alondra (1995) - Escrita por Yolanda Vargas Dulché

### Nuevas versiones por ella misma
- Mi amor sin tiempo (2024) con Cristina García, nueva versión de Tres mujeres

### Adaptaciones de su obras
- Virinaj sekretoj (Secretos de mujeres) (2015)- Versión griega de S.O.S.: Sexo y otros secretos

### Periodista de espectáculos
- Rumbo al gran final (Programa especial de televisión) (Producción Nino Canún (2015 al 2017))
- Tvynovelas presenta rumbo al gran final (Programa especial de televisión) (Producción Reynaldo López (2012 al 2015))
- Líbranos del Mal: Grandes Villanos de Telenovela (Producción Reynaldo López (2013))
- Grandes Bodas de Telenovelas (Producción Reynaldo López (2013)
- Hoy Producción Carmen Armendáriz (2006-2008)
- Aquí entre 2 (2001)
- Hoy Producción Federico Wilkins (1998-2000)
- Hoy Mismo con Guillermo Ochoa (1997)
- Al Despertar con Guillermo Ortega Ruiz (1995-1998)
- Revista Teleguía (1992-1998)

### Autora de libros
- Placeres Ocultos (2023)[8]
- Imperfectamente Feliz (2019)[9][10]
- Divorciada, pero Virgen!! (2016)[11]
- Tacones altos, corazones apasionados (2014) (colaboración junto a Andrea Legarreta)[12]
- Cama para Dos Editorial Diana (2012) (colaboración junto a Raúl "El Negró" Araiza)
- Luna negra Editorial Diana (2011)
- Soy poderosa ¡y qué! Editorial Diana (2010)[13]
- Ni santa ni golfa Editorial Diana (2009)

### Programas de reality
- Ay amor (2003)
- Operación triunfo (2002)
- Cantando Por Un Sueño MMV Juez

### Obras de teatro
- Cama para Dos (2013) producción de Alejandro Guo
- Timbiriche el musical (2010) estuvo en la preproducción cuando se estaba elaborando el guion en conjunto con René Franco y Alejandro Guo, al final se cambió el libreto con otros autores

## Premios y nominaciones

### Premios TVyNovelas
| Año  | Categoría                   | Telenovela         | Resultado |
| ---- | --------------------------- | ------------------ | --------- |
| 2016 | Mejor historia o adaptación | A que no me dejas  | Ganadora  |
| 2013 | Mejor historia o adaptación | Amor bravío        | Ganadora  |
| 2010 | Mejor historia o adaptación | En nombre del amor | Nominada  |

### TV Adicto Golden Awards
| Año  | Categoría        | Telenovela  | Resultado |
| ---- | ---------------- | ----------- | --------- |
| 2012 | Mejor adaptación | Amor bravío | Ganadora  |